# Petyr Moskow
Petyr Stefanow Moskow, bułg. Петър Стефанов Москов (ur. 17 grudnia 1970 w Sofii) – bułgarski lekarz i polityk, deputowany 43. kadencji, od 2014 do 2017 minister zdrowia.

## Życiorys
Ukończył studia medyczne na Uniwersytecie Medycznym w Sofii. Specjalizował się w zakresie anestezjologii i intensywnej terapii. Został zatrudniony w stołecznym szpitalu uniwersyteckim.
W 2004 był wśród założycieli Demokratów na rzecz Silnej Bułgarii, w 2007 wszedł w skład krajowych władz tego ugrupowania, a w 2013 objął funkcję wiceprzewodniczącego partii. W przedterminowych wyborach parlamentarnych w 2014 uzyskał mandat posła do Zgromadzenia Narodowego 43. kadencji z ramienia koalicyjnego Bloku Reformatorskiego. 7 listopada 2014 powołany na urząd ministra zdrowia w drugim gabinecie Bojka Borisowa. Sprawował go do stycznia 2017.
W 2016 został wykluczony z partii. Później stanął na czele konserwatywnego ugrupowania KOD.